# کولترول
کولترول (انگلیسی: Colterol) یک آگونیست گیرنده β2 آدرنرژیک کوتاه اثر است. بیتولترول، یک پیش دارو برای کلترول، در مدیریت برونکواسپاسم در آسم و بیماری انسدادی مزمن ریه (COPD) استفاده می‌شود.